# Jan Tadeusz Stanisławski
Jan Tadeusz Stanisławski (ur. 26 stycznia 1936 we Włodzimierzu, zm. 21 kwietnia 2007 w Warszawie) – polski satyryk, radiowiec, aktor i autor tekstów piosenek. Drugiego imienia Tadeusz zaczął używać dla odróżnienia od filologa Jana Stanisławskiego, autora popularnego słownika polsko–angielskiego i malarza Jana Stanisławskiego.

## Życiorys
Urodził się w rodzinie nauczycielskiej. Studiował ekonomię i filozofię na Uniwersytecie Warszawskim. W 1957 był współzałożycielem i członkiem pierwszej ekipy aktorskiej kabaretu Stodoła (działającego przy Politechnice Warszawskiej), gdzie debiutował także jako reżyser. Współpracował również z STS-em (od 1962), współtworzył efemeryczny kabaret „Jamnik – pies cynicki” na Uniwersytecie Warszawskim. Występował w kabaretach Pod Egidą i w telewizyjnych programach Olgi Lipińskiej (Gallux Show, Właśnie leci kabarecik, Kabaret Olgi Lipińskiej).
W latach 60. zajmował się także chałupniczym malowaniem tkanin, produkcją zasłon i makat, zdobył nawet państwowe uprawnienia w tym zakresie. Był to sposób na powiększenie dochodów z pracy estradowej.
Wielką popularnością cieszył się w latach 70. XX wieku cykl „wykładów” radiowych z „mniemanologii stosowanej” pt. „O wyższości Świąt Wielkiej Nocy nad Świętami Bożego Narodzenia”, a także telewizyjny cykl etiud „Zezem” w reżyserii Janusza Zaorskiego. W swoich felietonach-gawędach Stanisławski obnażał wady narodowe, bezlitośnie wyśmiewał brak kultury, poczucia humoru, alkoholizm i powszechną korupcję.
Po wprowadzeniu stanu wojennego i delegalizacji „Solidarności” wyjechał do Chicago, gdzie występował na estradzie, w polonijnym radiu i telewizji. Wraz z Piotrem K. Domaradzkim i kilkoma innymi osobami wydawał tygodnik „7 dni” oraz prowadził kawiarnię „U Profesora”. W tamtym okresie nawiązał współpracę z „Dziennikiem Związkowym”, gdzie co tydzień zamieszczał swe felietony, a po powrocie do kraju kontynuował je w cyklu „Z Powiśla do Jackowa”, a następnie „Z Mokotowa do Jackowa”. Ta współpraca trwała do śmierci. W 2007 roku jego felietony zamieszczał również „Najwyższy Czas!”.
Eksternistyczny egzamin aktorski zdał za trzecim podejściem, w 1967. Przed kamerą pierwszy raz stanął w maju 1959, zaproszony przez Andrzeja Munka do zagrania roli zastępowego drużyny skautów w Zezowatym szczęściu. Zagrał około dwudziestu (głównie epizodycznych) ról w polskich filmach i serialach telewizyjnych (m.in. w Czterdziestolatku Jerzego Gruzy).
Był autorem m.in.:
- Orkiestry dęte (muz. Urszula Rzeczkowska, z repertuaru Haliny Kunickiej)
- Cała sala śpiewa z nami (muz. Urszula Rzeczkowska, z repertuaru Jerzego Połomskiego)
- Na deptaku w Ciechocinku (muz. Urszula Rzeczkowska, z repertuaru Danuty Rinn)
- Kochaj mnie tak jak ja ciebie (muz. Urszula Rzeczkowska, z repertuaru Ewy Śnieżanki)
- Czterdzieści lat minęło... (muz. Jerzy Matuszkiewicz, z repertuaru Andrzeja Rosiewicza) do filmu 40-latek (1975–1977)

Mieszkał w Warszawie, chociaż wiele lat spędził w Gostyninie. Został pochowany na cmentarzu Powązkowskim (kwatera 163-6-9). Córką artysty jest aktorka Katarzyna Stanisławska.

## Książki
- Mniemanologia stosowana: krótki kurs z wypisami, Wydawnictwo Zebra, Warszawa, 1991, ISBN 83-85076-10-7.
- Zezem, Wydawnictwo Rosner i Wspólnicy, Warszawa, 2004, ISBN 83-89217-49-X.

## Filmografia

### Filmy
- 1960 – Mąż swojej żony
- 1960 – Ostrożnie Yeti
- 1960 – Zezowate szczęście
- 1971 – Milion za Laurę
- 1984 – Miłość z listy przebojów
- 1985 – C.K. Dezerterzy
- 1986 – Komediantka
- 1986 – Lucyna
- 1992 – Mała apokalipsa
- 1993 – Dwa księżyce

### Seriale
- 1974 – Czterdziestolatek mgr Kulesza (odcinek 7)
- 1975 – Trzecia granica (odcinek 8)
- 1976 – Zaklęty dwór (odcinek 6)
- 1976 – Zezem
- 1981 – Najdłuższa wojna nowoczesnej Europy – zdun Franciszek Grzechowiak (odcinek 8)
- 1982 – Życie Kamila Kuranta
- 1987 – Komediantka – sufler Dobek
- 1999–2000 – Trędowata
- 1999–2001 – Graczykowie
- 2001–2002 – Graczykowie, czyli Buła i spóła
- 2003 – Plebania (odcinek 312)

## Piosenki
- „A + B” (słowa Jonasz Kofta)

## Ordery i odznaczenia
- Krzyż Kawalerski Orderu Odrodzenia Polski (2003)[3]
- Srebrny Krzyż Zasługi (1979)
- Złoty Medal „Zasłużony Kulturze Gloria Artis” (2007)[4]